# Berszty (gmina)
Berszty – dawna gmina wiejska istniejąca do 1939 roku w woj. białostockim (obecnie na Białorusi). Siedzibą gminy były Berszty.
W okresie międzywojennym gmina Berszty należała do powiatu grodzieńskiego w woj. białostockim. 16 października 1933 gminę Berszty podzielono na 10 gromad: Berszty, Brzostowica, Głuszniewo, Kobele, Nowa Ruda, Nowosiółki, Piłownia, Suchary, Szumy i Zasada.
Po wojnie obszar gminy Berszty wszedł w struktury administracyjne Związku Radzieckiego. Obecnie obszar dawnej gminy przedzielony jest granicą Białorusi i Litwy.

## Demografia
Według spisu powszechnego z 1921 roku gminę zamieszkiwało 6119 osób, w tym 4121 (67%) Białorusinów, 1418 (23%) Polaków, 472 (8%) Litwinów, 58 (1%) Żydów i 50 (1%) Rosjan.